# Rosalío Benito
Rosalío Benito (ur. 1902, lub wg innych źródeł: 1914, zm. 22 lipca 1982 w La Puercie, departament Quiché) – gwatemalski męczennik, ofiara wojny domowej w Gwatemali, błogosławiony Kościoła katolickiego.

## Życiorys
Dokładna data jego urodzenia i miejsce jego urodzenia nie są znane, choć według niektórych źródeł miałby to być 1902 lub 1914 rok. Jako świecki czynnie angażował się w życie swojej rodzinnej parafii. Był tamtejszym katechetą. 22 lipca 1982 roku w La Puercie został aresztowany i zamordowany przez Szwadrony śmierci. 23 stycznia 2020 papież Franciszek podpisał dekret o jego męczeństwie, beatyfikacja jego i dziewięciu towarzyszy, jako tych, którzy zostali „zamordowani z nienawiści do wiary podczas długotrwałego prześladowania  Kościoła, zaangażowanego w ochronę godności i praw ubogich” odbyła się 23 kwietnia 2021.